# Словения на зимних Паралимпийских играх 2018
Словения на зимних Паралимпийских играх 2018 года в Пхёнчхане была представлена одним спортсменом (Жернеж Сливник) в соревнованиях по горнолыжному спорту.

## Состав и результаты соревнований

### Горнолыжный спорт

#### Мужчины
| Соревнования      | Класс | Спортсмены     | Заезд 1/ Скоростной спуск | Заезд 1/ Скоростной спуск | Заезд 2/ Слалом      | Заезд 2/ Слалом      | Время   | Место |
| Соревнования      | Класс | Спортсмены     | Время                     | Место                     | Время                | Место                | Время   | Место |
| ----------------- | ----- | -------------- | ------------------------- | ------------------------- | -------------------- | -------------------- | ------- | ----- |
| Слалом            | Сидя  | Жернеж Сливник | 59.26                     | 11                        | 59.87                | 12                   | 1:59.13 | 12    |
| Гигантский слалом | Сидя  | Жернеж Сливник | DNF                       | DNF                       | завершил выступление | завершил выступление | —       | —     |